# Tunkl

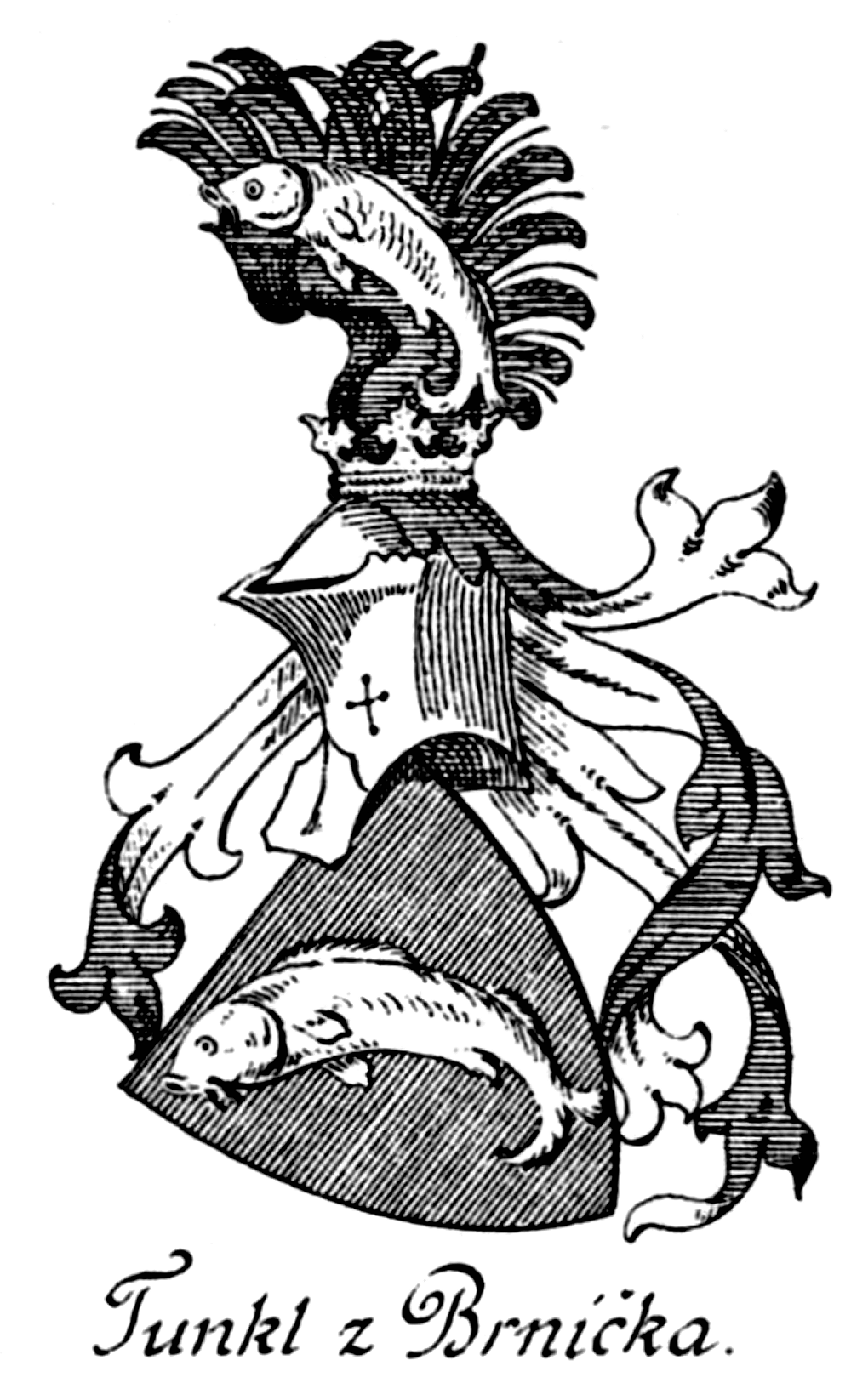
Wappen der Tunkl

Die Herren von Tunkl (auch Tunkel/Tunckel, Dunkl/Dunkel; Tunkl von Brünnles und Hohenstadt; Tunkl von Hohenstadt und Aschbrunn; tschechisch Tunklové z Brníčka a ze Zábřeha) waren ein schlesisch-mährisches Adelsgeschlecht. Ab dem 16. Jahrhundert waren sie auch in Böhmen vertreten. Georg von Tunkl wurde mit den Kindern seines Bruders 1480 in den böhmischen Freiherrenstand erhoben. Johann Tunkl von Brünnles und Hohenstadt, dem auch Opálka gehörte, erlangte 1548 die Aufnahme in den böhmischen Adel.

## Geschichte
Die Herren von Tunkl sind erstmals für Ende des 14. Jahrhunderts in Schlesien nachgewiesen, wo sie im Herzogtum Liegnitz begütert waren. Hartel von Tunkel war 1332 im Besitz der Feste Štítina im Herzogtum Troppau. Ein gleichnamiger Hartel/Hertel von Tunkel/Dunckel ist für das Jahr 1490 als Hofmeister der Liegnitzer Herzogin Ludmilla, Tochter des böhmischen Königs Georg von Podiebrad und Witwe des Herzogs Friedrich I. von Liegnitz, belegt.
In der ersten Hälfte des 15. Jahrhunderts erwarben die Tunkl große Gebiete in Nordmähren. Zu den in ihrem Besitz befindlichen Herrschaften Brünnles/Brníčko und Hohenstadt/Zábřeh, von denen sich ihr Prädikat „von Brünnles und Hohenstadt“ ableitet, gehörten zeitweise Blauda, Eisenberg an der March, Rowenz, Lesnitz, Schönbrunn, Jockelsdorf, Raabe, Wyschehor, Schwillbogen, Rabersdorf, Dubicko, Hochstein, Böhmisch Märzdorf, Reitendorf, Zborow, Bohutin, Neumühl, Drosenau, Bohuslawitz und andere Ortschaften.
Da sich Mitglieder des mährischen Familienzweiges zu den Hussiten bekannten, kam es in der zweiten Hälfte des 15. Jahrhunderts zu kämpferischen Auseinandersetzungen mit den benachbarten katholischen Herren von Zwole und Goldenstein. Während des ungarisch-böhmischen Kriegs standen die Tunkl auf Seiten des Königs Georg von Podiebrad, wodurch zahlreiche Orte der Herrschaft Hohenstadt und die Burg Brníčko vom ungarischen Söldnerheer Legio Nigra (Schwarze Rotte) verwüstet wurden. Um 1490 errichteten die Tunkl von Hohenstadt entlang der March ein die gesamte Müglitzer Furche  (Mohelnická brázda) umfassendes System von Teichen und Gräben, das bis ins 19. Jahrhundert bestand.
Der böhmische Familienzweig, der vermutlich durch Heinrich/Jindřich Tunkl von Brünnles und Hohenstadt oder dessen Nachkommen begründet wurde, nannte sich „Tunkl von Hohenstadt und Aschbrunn“.

## Persönlichkeiten (Auswahl)
1. Nikolaus Tunkl (Mikuláš Tunkl) soll ein Deutscher aus der schlesischen Linie der Tunkel/Dunckel gewesen sein. 1398 erhielt er vom Markgrafen Jobst die Stadt Mährisch Weißkirchen als Lehen. Er hatte zwei Söhne:
  1. Hartmann Tunkl war Burggraf auf  Cvilín.
  2. Johann Tunkl d. Ä. von Brünnles und Hohenstadt (Jan Tunkl z Brníčka a ze Zábřeha; auch Jan Tunkl Drahanovský) war mit Agnes von Holstein verheiratet und erwarb 1434 Brünnles/Brníčko. Er soll an der Krönung des Kaisers Friedrich III. teilgenommen haben. 1447 erwarb er zu Brünnles die benachbarten Güter Hohenstadt/Zábřeh und Eisenberg/Ruda nad Morawou. Er war ein Anhänger der Hussiten und starb 1464. Dessen Sohn
    1. Georg der Ältere Tunkl von Brünnles und Hohenstadt (Jiří Tunkl z Brníčka a ze Zábřeha) war mit Agnes von Waldstein (Anežka z Valdštejna) verheiratet. 1468 kämpfte er auf Seiten des böhmischen Königs Georg von Podiebrad bei Hohenstadt gegen den ungarischen König Matthias Corvinus. Nach Georg von Podiebrads Tod und der Zerstörung seiner Burg Brníčko wechselte Georg der Ältere Tunkl auf die Seite von Matthias Corvinus und kämpfte 1474 in Schlesien als Hauptmann der Schwarzen Rotte gegen Vladislav II. 1580 wurden Georg d. Ä. und seine Nachkommen in den Herrenstand aufgenommen. Nach einem Aufstand der Untertanen, die gegen die ihnen auferlegten hohen Lasten rebellierten, wurde Georg Tunkl 1494 tödlich verletzt. Dessen Sohn
      1. Heinrich Tunkl von Brünnles und Hohenstadt (Jindřich Tunkl z Brníčka a ze Zábřeha) musste  seine mährischen Besitzungen 1510 wegen Überschuldung an Nikolaus Trčka von Lipá (Mikuláš Trčka z Lipé) verkaufen. Nachfolgend ließ er sich in Böhmen nieder, wo er als Prager Burggraf und 1511–1519 Landvogt der Niederlausitz königliche Ämter bekleidete. 1522–1523 sowie 1525 bis zu seinem Tod 1527 war er Oberster Münzmeister von Böhmen.

- Franz Ernst (František Arnošt) von Tunkl wurde 1720 in den Freiherrenstand erhoben.